# Aeroporto de Cáceres
O Aeroporto de Cáceres Esta localizado na região Sudoeste de Mato Grosso. Foi inaugurado no ano de 1997 durante a gestão do governador Dante de Oliveira. É o maior aeroporto desta região, além de ser um importante meio de chegada ao pantanal norte.

## Reforma
Em 11 de fevereiro de 2022 a Secretaria de Estado de Infraestrutura e Logística publicou uma licitação para reforma e ampliação do Aeroporto com orçamento de R$ 6.692.193,34 para construção do terminal de passageiros e de sistemas de auxílio à navegação (sinalização vertical e horizontal, balizamento luminoso, farol de aeródromo, biruta iluminada, PAPI (sistema de auxílio visual à navegação) e iluminação do pátio de aeronaves). Em 2024 as obras que foram divididas em três partes, já estavam em andamento com a previsão de serem concluídas ainda no final deste ano.

## Características
- Latitude: 16°2'33"S
- Longitude: 57°37'48"W
- Elevação: 151m
- Piso: A
- Sinalização: S
- Pista com balizamento noturno
- Farol rotativo
- Companhias aéreas: não tem / somente táxi aéreo e correio
- Distância do centro da cidade: 4 km
- Pista: 1.850 x 30m
- Superfície: Asfalto (ASPH)
- Contato: Avenida José Miguel Escasse, s/nº - Cáceres - Fone: (65) 3222-2325
- Distância Aérea: Cuiabá 171km; Brasília 1042km; São Paulo 1259km; Curitiba 1357km.[7][8]